# Fefita La Grande
Manuela Josefa Cabrera Taveras (San Jose, Provincia de Santiago Rodríguez; 18 de septiembre de 1943), conocida como Fefita La Grande, es una acordeonista dominicana y la más reconocida intérprete femenina del merengue típico, una variación más rural del merengue, principal género musical de la República Dominicana. Es una de las máximas representantes del "género típico" junto con artistas como Tatico Henríquez, Pedro Reynoso, El Ciego de Nagua, Francisco Peralta, Rafaelito Román, Francisco Ulloa, entre otros. Su versión del tema «La chiflera» es un emblema de la música típica.
Fue distinguida con el Gran Soberano de Premios Soberano 2016, y en 2023 por el Senado de República Dominicana.

## Biografía
Nació en San José, un pequeño pueblo de la provincia Santiago Rodriguez  en la República Dominicana. Hija de Eliseo Cabrera (Seíto) y María Anna Taveras, desde muy temprana edad comenzó a interesarse por la música practicando tocar el acordeón dentro del taller de su padre. Fue motivada a tocar el acordeón tras escuchar las canciones de Guandulito, uno de los pioneros del merengue típico.
A los siete años de edad ya era conocida en su comunidad por su talento como acordeonista y a los nueve ya amenizaba fiestas con acordeón, güira y tambora. A mediados de la década de 1950, debido a su talento y carisma, fue abordada por José "Petán" Arismendy (hermano del dictador Rafael Leónidas Trujillo) quien al escucharla tocar sacó de su bolsillo cien pesos y se los regaló a Fefita, que al momento apenas tenía doce años de edad.
El nombre "La Vieja Fefa" se lo dio Tatico Henríquez cuando tenía 17 años y Bartolo Alvarado "El Ciego de Nagua" la bautizó con el nombre de "Fefita La Grande" cuando ya tenía unos 22 años. A partir de 1980 se ha hizo llamar "La Mayimba", el nombre que más le gusta. 
Años más tarde viajó al exterior, acompañando al maestro Rafael Solano en una de sus giras por Puerto Rico, y más tarde, hacia otros países. Fue la primera artista dominicana en llevar el merengue típico a Europa. En esa misma época inició su carrera discográfica con su primer LP «Si quiere venir que venga», aunque ya para ese entonces Fefita tenía un amplio repertorio musical y gozaba de una gran aceptación en el público. Ha interpretado merengues de muchos autores, entre ellos su padre, don Seíto, además de composiciones cuya melodía y letra son de su propia autoría. 
Toda su vida ha mantenido un estilo único al tocar el acordeón, sus merengues son parecidos a los de Tatico Henríquez o El Trío Reynoso, que mantienen la esencia del merengue típico original y la música de enramada. Ha criticado en entrevistas a los merengueros contemporáneos que, según ella, han deformado el merengue «acelerándolo y matándolo al tocarlo de una forma extraña».
Es sobreviviente de cáncer de seno.

### Estilo y aportes
Junto con los primeros exponentes del "nuevo" merengue típico, como Tatico Henríquez, Samuelito Almonte y El Ciego de Nagua, añadió congas, saxofones, y bajo eléctrico al conjunto típico, que era compuesto inicialmente por tres músicos: un acordeonista, un "tamborilero", y un "güirero". La Mayimba (como también se le conoce) también fue la primera en llevar el merengue típico al público europeo, ha trabajado con varios de los exponentes más grandes del género, como es el caso de El Prodigio (quien ha expuesto que en sus inicios, esta dama, le dio oportunidades para enseñar su talento al público), Rafelito Román, con quien ha realizado tres producciones, entre otros.

## Miembros
Su agrupación musical la componen:
- Fefita La Grande: voz y acordeón
- Francis Lantigua: segundo acordeón
- Ery Taveras: tambora
- Candi: güira
- Jepry (La Ñe): guitarra bajo
- yeury: conga
- Fabián Pérez (Fabio Durán): saxofón
- Víctor Cruz (La Peluca): segunda voz
- Rosa Leonarda Estrella (Naná): mánager
- Félix Bautista: chofer
- Librado Herpidio Ovalle: chofer.
- Papito: chofer.

## Discografía
- La Ciudad Corazón (2001).
- Date Brillo Cadenita (1999).
- Soy Original (1997).
- Yo Sigo Pa' Lante (1995).
- Todos los Hombres Son Buenos (1993).
- Cantando He de Morir (1991).
- Vámonos Pa'l Can (1990).
- La Cintura Mía (1989).
- Fefita la Grande (1981).
- La Pimienta Es la Que Pica (1980).
- Merengues Típicos (1980).
- Merengues Típicos Vol. 1 (1979).

## Cine
Fefita La Grande ha participado en películas dominicanas como ‘Nueba Yol 3: Bajo la nueva ley’ (1997), Perico Ripiao (2003), Ponchao (2013), Lotoman 003 (2014), y La maldición del padre Cardona (en la que participó la actriz Zoe Saldaña).

## Premios y reconocimientos
En 2016, el reconocimiento Gran Soberano de los Premios Soberano se entregó a Fefita, como reconocimiento máximo de esta gala de premios.
En 2023, el Ministerio de Educación Superior, Ciencia y Tecnología (MESCYT), a través de su viceministro de extensión y vinculación social, entregó un reconocimiento a Fefita, por sus aportes a la música dominicana a través de una trayectoria de más de 50 años. Al pronunciar el discurso, el titular del MESCYT, Franklin García Fermín, calificó a la intérprete como:“estrella del merengue dominicano”, que a lo largo de su notable carrera artística  ha disfrutado de varios nombres, entre ellos; La Vieja Fefa, Fefita la Grande y La Mayimba, el sobrenombre con el que más se identifica.